# Ясен невідомого повстанця
Я́сен невідо́мого повста́нця — ботанічна пам'ятка природи місцевого значення в Україні. Розташована в межах Перемишлянського району Львівської області, в селі Свірж (біля Свірзького замку). 
Статус надано згідно з рішенням Львівської обласної ради від 14.07.2011 року, № 206. Перебуває у віданні Свірзької сільської ради. 
Статус надано з метою збереження вікового ясена. 